# Peter Stein (jurist)
Peter Adalbert Stein (Berlijn, 1 september 1927 - Amsterdam, 14 oktober 2022) was een Nederlands jurist gespecialiseerd in het burgerlijk recht.
Stein werd geboren in Berlijn, ten tijde van de Weimarrepubliek, in een familie die veel juristen had voortgebracht. Stein promoveerde op 18 januari 1957 aan de Universiteit Leiden op het proefschrift Misbruik van omstandigheden als grond voor ongeldigheid van rechtshandelingen. In 1966 werd hij benoemd tot hoogleraar aan de Universiteit van Amsterdam met als leeropdracht het burgerlijk recht en het handelsrecht. Op 17 oktober van dat jaar hield hij zijn oratie, getiteld Vorming en hervorming van het privaatrecht. Met ingang van 1974 werd de leeropdracht uitgebreid met het burgerlijk procesrecht. Hij was in zijn tijd als hoogleraar ook enige tijd decaan van de rechtenfaculteit van de UvA. Onder de afkorting PAS was hij ook een veelvuldig annotator voor de Nederlandse Jurisprudentie. Hij was een verklaard tegenstander van de invoering van het nieuwe Burgerlijk Wetboek. Zijn studieboek Compendium van het burgerlijk procesrecht ging door meer dan twintig drukken. 
Op 1 oktober 1992 ging Stein met emeritaat als hoogleraar; zijn afscheidscollege was getiteld Fiducia cum amico. Bij zijn emeritaat werd hem een liber amicorum aangeboden getiteld Te PAS, een woordspeling op zijn annotator-zijn. Stein overleed in 2022 op 95-jarige leeftijd.